# フェイルソフト
フェイルソフト（フェールソフト）とは、故障箇所を切り離すなど被害を最小限に抑え、機能低下を許しても、システムを完全には停止させずに機能を維持した状態で処理を続行（縮退運転）する設計のこと。これは信頼性設計の一つである。

## 用途
フェイルソフトを説明する際には具体例として飛行機のエンジンが挙げられる。飛行機の場合、フェイルセーフのように完全に機能を停止すると墜落するため、フェイルソフトの概念により、故障したエンジンを切り捨て（燃料等の供給を行わないようにする）、故障していないエンジンだけで飛行できるような設計をとる必要がある。